# Amberbosrotslijster
De amberbosrotslijster (Monticola erythronotus is een soort uit de familie Muscicapidae (vliegenvangers). Deze vogel is endemisch in de Montagne d’Ambre in het noorden van Madagaskar. De vogel werd in 1929 door de Franse bosbouwkundige en ornitholoog Louis Lavauden als ondersoort beschreven. Daarna werd de vogel, onder andere door BirdLife International, en later op de IOC World Bird List als aparte soort beschouwd. 

## Kenmerken
Deze 16 cm lange vogel vertoont veel overeenkomsten met de bosrotslijster (Monticola sharpei), echter de snavel is langer en de kop heeft meer blauw. Het verschil is dat de blauwe kleur van het kapje zich niet uitstrekt tot de nek en niet tot op de keel. Het verenkleed en de vleugels zijn kastanjekleurig. De stuit is oranje, de buitenste staartveren zijn feloranje. Het wijfje vertoont eveneens veel overeenkomsten met het wijfje van de bosrotslijster met dien verstande dat de rugzijde levendiger gekleurd is en de roodbruine kleur aan de stuit en staart iets feller is. De buikzijde is lichter gestippeld.

## Verspreiding en leefgebied
De vogel voelt zich thuis in altijdgroene vochtige bergwouden en dichte nevelbossen tot op hoogten van 800 tot 1300 meter. De leefruimte is de weelderig begroeide onderste laag, die bestaat uit lianen, varens, struiken, gras en kiezelzand. Zijn voorkeur gaat uit naar een omgeving met beken en hij voelt zich thuis in het kreupelhout.

## Leefwijze
Deze standvogel vangt zijn voedsel vanaf een zitplaats naar de bodem toe of tijdens de vlucht. Zijn territorium omvat meestal een oppervlakte van één hectare, maar in zeldzame gevallen is het 2,5 hectare groot.

## Voortplanting
De broedtijd begint tussen oktober en november. Het nest wordt gebouwd in een boomholte, een rotsspleet, in de stam van een boomvaren of vaak verborgen achter grote bladeren op drie tot zes meter hoogte van de ondergrond. Het legsel bestaat uit twee tot drie ongevlekte, licht turkooiskleurige eieren, die ten minste 15 dagen worden bebroed.

## Status
De vogel is gebonden aan de bergwouden van de Montagne d’Ambre in het uiterste noorden van Madagaskar. Zijn verspreidingsgebied omvat een oppervlakte van ongeveer 380 km2. De IUCN schat het aantal op 3300 volwassen individuen met afnemende tendens. De sterke bedreiging ontstaat door exploitatie van natuurlijk bos (ontbossing) en omzetting van het woud in akkerland. Daarom staat deze soort als bedreigd op de Rode lijst van de IUCN.